# Shooter (série télévisée)
Pour les articles homonymes, voir Shooter.
Shooter ou Shooter : Tireur d'élite au Québec, est une série télévisée américaine d'action en 31 épisodes de 42 minutes créée par John Hlavin, diffusée entre le 15 novembre 2016 et le 13 septembre 2018 sur USA Network et en simultané sur Bravo! au Canada.
Cette série est l'adaptation du roman Point of Impact (en) de Stephen Hunter et du film Shooter, tireur d'élite (Shooter) de 2007, réalisé par Antoine Fuqua.
En Belgique et en Suisse, la série est diffusée depuis le 16 novembre 2016 sur Netflix. En France, à partir du 5 mars 2017 sur 13e rue et à partir du 26 septembre 2017 sur C8. Au Québec, la série a été acquise par Club Illico, puis diffusée depuis le 10 mai 2018 sur AddikTV.

## Synopsis
Bob Lee Swagger, un ancien tireur d'élite au sein des US Marines, est contacté pour son expérience afin de déjouer une tentative d'assassinat à l'encontre du président des États-Unis. Mais lorsque le président ukrainien accompagnant ce dernier est assassiné et que Swagger se retrouve accusé du crime, il va devoir se servir de tout ce qu'il a appris au cours de sa carrière pour retrouver les vrais coupables et protéger sa famille de ceux qui l'ont piégé.

## Distribution

### Acteurs principaux
- Ryan Phillippe (VF : Damien Witecka) : Bob Lee Swagger
- Shantel VanSanten (VF : Marie Diot) : Julie Swagger, la femme de Bob Lee
- Cynthia Addai-Robinson (VF : Sara Martins) : Nadine Memphis, agent du FBI
- Omar Epps (VF : Lucien Jean-Baptiste) : Isaac Johnson, agent des Services secrets
- Eddie McClintock (VF : Cédric Dumond) : Jack Payne (saison 1)
- Josh Stewart (VF : Thierry Wermuth) : Solotov (régulier saison 2, invité saison 3)
- Gerald McRaney (VF : Patrick Messe) : Red Bama Senior (saison 3)

### Acteurs récurrents
- Lexy Kolker (VF : Anouck Petitgirard) : Mary, la fille de Bob Lee & Julie
- John Marshall Jones (VF Jean-Paul Pitolin ) : Sheriff Brown
- Beverly D’Angelo (VF : Laurence Crouzet) : Patricia Gregson
- Delaina Mitchell (VF : Pauline de Meurville) : Anne Murphy, la sœur de Julie
- Tom Sizemore (VF : José Luccioni) : Hugh Meachum (saison 1)
- David Marciano (VF : Philippe Catoire) : agent Howard Utey / John Renloww (saison 1)
- Sean Cameron Michael (en) (VF : Julien Kramer) : Grigory Krukov (saison 1)
- Desmond Harrington (VF : Axel Kiener) : Lon Scott (saison 1)
- David Andrews (VF : Hervé Jolly) : Sam Vincent (saisons 1 et 3)
- Michelle Krusiec (VF : Geneviève Doang) : Lin Johnson (saisons 1 et 2)
- Rob Brown (VF : Jean-Michel Vaubien) : Donny Fen (saisons 1 et 2)
- Jerry Ferrara (VF : Benoit DuPac) : Kirk Zehnder (saisons 1 et 2)
- Gina Gallego (en) (VF : Laure Sabardin) : Estella (saison 2)
- Harry Hamlin (VF : Hervé Bellon) : Addison Hayes (saison 2)
- Todd Lowe (VF : Ludovic Baugin) : Colin Dobbs (saison 2)
- Patrick Sabongui (en) (VF : Eilias Changuel) : Yusuf Ali (saison 2)
- Jesse Bradford (VF : Alexis Tomassian) : Harris Downey (saisons 2 et 3)
- Jaina Lee Ortiz (VF : Anne-Charlotte Piau) : Angela Tio (saison 2)
- Troy Garity (VF : Stéphane Pouplard) : Jeffrey Denning (saison 2)
- Felisha Terrell (en) (VF : Charlotte Corréa) : Carlita Cruise[8] (saison 3)
- Derek Phillips (VF : Thierry Kazazian) : Earl Swagger, le père de Bob Lee (saison 3)
- Eric Ladin (VF : Thierry d'Armor) : Red Bama Jr (saison 3)

### Invités
- Raymond J. Barry : August Russo[9] (saison 3, épisodes 8 et 10)

Version française réalisée par la société de doublage Dubbing Brothers, sous la direction artistique de Julien Kramer. Adaptation de Fouzia Youssef et Julien Kramer.

## Production

### Développement
En août 2015, USA Network commande un pilote à son nouveau projet de série basé sur le roman Point of Impact (en) et le film du même nom. La série est commandée le 10 février 2016 pour une diffusion à partir du 19 juillet 2016.
À la suite de la fusillade à Dallas le 7 juillet 2016, la série a été reprogrammée au 26 juillet 2016. Quelques jours plus tard, à la suite d'une autre Fusillade survenue à Bâton-Rouge le 17 juillet 2016, la chaîne a décidé de retirer la série de sa grille de diffusion d'été. Ce temps supplémentaire avant le lancement a permis de repenser le marketing de la série et « de présenter le personnage différemment » comme l'explique Ryan Phillippe. La série est finalement diffusée à partir du 15 novembre 2016.
Le 19 décembre 2016, la série est renouvelée pour une deuxième saison. Alors que le tournage du neuvième épisode était en préparation en juillet 2017, Ryan Philippe s'est blessé à la jambe lors d'une sortie familiale. Une semaine plus tard, il a été décidé de mettre fin à cette deuxième saison au huitième épisode.
Le 4 décembre 2017, la série est renouvelée pour une troisième saison de treize épisodes.
Le 15 août 2018, la série est annulée.

### Casting
Les acteurs principaux ont été engagés dans cet ordre : Ryan Phillippe, Cynthia Addai-Robinson, Omar Epps, Eddie McClintock, Tembi Locke (Claire Hopkins), Shantel VanSanten, David Marciano et Sean Cameron Michael.

## Épisodes

### Première saison (2016-2017)
| # | Titre                                | Réalisation             | Scénario                  | Audiences (millions) | Première diffusion                                                |
| --- | ------------------------------------ | ----------------------- | ------------------------- | -------------------- | ----------------------------------------------------------------- |
| 1 (1-01) | Sniper contre sniper Point of Impact | Simon Cellan Jones (en) | John Hlavin               | 1,44                 | États-Unis : 15 novembre 2016 Belgique, Suisse : 16 novembre 2016 |
| Bob Lee Swagger, un marine retraité, est approché par Isaac, son ancien capitaine, travaillant maintenant dans les services sercrets, pour un travail temporaire dans la sécurité à l'occasion de la visite du président à Seattle. Sa mission est d'explorer le lieu pour trouver de potentielles caches pour snipers à cause de sérieuses menaces. Il n'arrive pas à empêcher une balle d'être tirée. Le président ukrainien en visite est la victime et Bob Lee est le bouc émissaire. Nadine, un agent du FBI en disgrâce, l'arrête. |                                      |                         |                           |                      |                                                                   |
| 2 (1-02) | Pris au piège Exfil                  | Simon Cellan Jones      | John Hlavin               | 1,22                 | États-Unis : 22 novembre 2016 Belgique, Suisse : 23 novembre 2016 |
| Dans l'entente de la lecture de son acte d'accusation, Bob Lee doit rester dans une prison fédérale pendant que les conspirateurs essayent de le tuer. Pendant l'une de ces tentatives ratées, Bob Lee arrive à s'échapper. Il jure de faire ce qu'il sait faire de mieux: chasser. |                                      |                         |                           |                      |                                                                   |
| 3 (1-03) | En cavale Musa Qala                  | Roxann Dawson           | Adam E. Fierro (en)       | 1.64                 | États-Unis : 29 novembre 2016 Belgique, Suisse : 30 novembre 2016 |
| Depuis que Bob Lee s'est échappé, il est l'objet d'une chasse à l'homme. Il arrive à dire à sa femme que Isaac est dans la conspiration et finit par obtenir de l'aide d'un ami à l'administration des vétérans pour faire croire à sa propre mort et devenir un fantôme. Il confie son secret à Nadine. |                                      |                         |                           |                      |                                                                   |
| 4 (1-04) | Protection rapprochée Overwatch      | Simon Cellan Jones      | T.J. Brady Rasheed Newson | 1.36                 | États-Unis : 6 décembre 2016 Belgique, Suisse : 7 décembre 2016   |
| Lors d'un flashback, Isaac est sauvé par Bob Lee en Afghanistan dans un complot visant à arracher un chef de guerre à la CIA. Pendant ce temps, les conspirateurs tentent de faire taire Nadine, qui a commencé à poser les mauvaises questions, bien que Bob Lee soit juste à temps pour la sauver. |                                      |                         |                           |                      |                                                                   |
| 5 (1-05) | La Balle du tueur Recon by Fire      | Adam Davidson           | Dara Resnik               | 1.30                 | États-Unis : 13 décembre 2016 Belgique, Suisse : 14 décembre 2016 |
| Bob Lee trouve la balle originale utilisée dans l'assassinat et la retrace à une milice marginale. Même s'ils ne sont pas la source de la balle, ils se préparent quelque chose de néfaste et Bob Lee les arrête. |                                      |                         |                           |                      |                                                                   |
| 6 (1-06) | Le Maître et l'élève Killing Zone    | Simon Cellan Jones      | Matt Bosack               | 1.53                 | États-Unis : 20 décembre 2016 Belgique, Suisse : 21 décembre 2016 |
| Bob Lee rend visite à son ancien instructeur, O'Brien pour avancer dans son enquête. Il dit à Bob Lee de trouver les «black kings», l'un des quatre seuls fusils de sniper capables de tirer. Il donne à Bob Lee son propre black kings après qu'ils ont tous deux fait face à une tenue clandestine que les conspirateurs envoient sur leur chemin appelé «Annexe B». Nadine est enfin capable de convaincre son patron du FBI que certaines choses ne se complètent pas.                                                               |                                      |                         |                           |                      |                                                                   |
| 7 (1-07) | L'étau se resserre Danger Close      | Christoph Schrewe (de)  | Tim Talbott               | 1.63                 | États-Unis : 27 décembre 2016 Belgique, Suisse : 28 décembre 2016 |
| Bob Lee traverse le pays pour trouver le tireur pendant que Julie s'occupe d'une trahison familiale. Pendant ce temps, Nadine contacte un journaliste ukrainien qui peut expliquer la conspiration. En outre, Isaac s'interroge sur son allégeance. |                                      |                         |                           |                      |                                                                   |
| 8 (1-08) | Feu sur l'ennemi Red on Red          | Kevin Bray (en)         | Matthew Newman            | 1.43                 | États-Unis : 3 janvier 2017 Belgique, Suisse : 4 janvier 2017     |
| Bob Lee et Nadine tissent un plan pour sécuriser les preuves susceptibles d'exposer la conspiration. Pendant ce temps, Isaac tâtonne pour une stratégie de sortie, Payne tente de fuir, et Julie et Mary font face à un grave danger. |                                      |                         |                           |                      |                                                                   |
| 9 (1-09) | Confrontation Ballistic Advantage    | Christoph Schrewe       | T.J. Brady Rasheed Newson | 1.42                 | États-Unis : 10 janvier 2017 Belgique, Suisse : 11 janvier 2017   |
| Bob Lee doit négocier un échange dangereux afin de sauver sa famille. Pendant ce temps, Nadine lutte pour équilibrer ses allégeances à Bob Lee et au FBI. Plus tard, Isaac demande un accord tenu pour sa liberté. |                                      |                         |                           |                      |                                                                   |
| 10 (1-10) | Dernière balle Primer Contact        | Simon Cellan Jones      | John Hlavin               | 1.45                 | États-Unis : 17 janvier 2017 Belgique, Suisse : 18 janvier 2017   |
| Bob Lee, Julie, Nadine et Isaac doivent travailler ensemble pour entrer dans l'ambassade de Russie pour sauver Mary, fermer la conspiration et ses joueurs restants, et prouver que Bob Lee est innocent une fois pour toutes. |                                      |                         |                           |                      |                                                                   |

### Deuxième saison (2017)
Sa diffusion a débuté le 18 juillet 2017.
| # | Titre                                               | Réalisation    | Scénario                     | Audiences (millions) | Première diffusion                                                                        |
| --- | --------------------------------------------------- | -------------- | ---------------------------- | -------------------- | ----------------------------------------------------------------------------------------- |
| 11 (2-01) | Partie de chasse The Hunting Party                  | Yuval Adler    | John Hlavin                  | 1.51                 | États-Unis : 18 juillet 2017 Belgique, Suisse : 21 juillet 2017, France: 15 octobre 2017  |
| Bob Lee Swagger et son épouse Julie rejoignent son ancienne unité de marines en Allemagne et échappent de justesse à une attaque terroriste meurtrière. L'agent du FBI Nadine Memphis, quant à elle, prend un travail à Washington proposé par Patricia Gregson.                         |                                                     |                |                              |                      |                                                                                           |
| 12 (2-02) | Souviens-toi d'Alamo Remember the Alamo             | Yuval Adler    | Will Staples                 | 1.17                 | États-Unis : 25 juillet 2017 Belgique, Suisse : 26 juillet 2017 France: 15 octobre 2017   |
| Bob Lee enquête sur l'attaque terroriste qui aurait pu cibler son unité. Memphis l'aide sur le terrain en Allemagne. Les flashbacks en Afghanistan aident à comprendre l'identité des commanditaires de l'attentat.                                                                      |                                                     |                |                              |                      |                                                                                           |
| 13 (2-03) | Touche pas au Texas Don't Mess with Texas           | Jaime Reynoso  | T.J. Brady Rasheed Newson    | 1.16                 | États-Unis : 1er août 2017 Belgique, Suisse : 2 août 2017 France: 22 octobre 2017         |
| Bob Lee trouve Isaac au Texas après une tentative de refaire sa vie. Nadine découvre à quel point Patricia Gregson exerce son influence et Julie, traumatisée, se bat pour rester forte pour sa famille.                                                                                 |                                                     |                |                              |                      |                                                                                           |
| 14 (2-04) | Cul-de-sac The Dark End of the Street               | David Straiton | Kate Barnow                  | 1.27                 | États-Unis : 8 août 2017 Belgique, Suisse : 9 août 2017 France: 22 octobre 2017           |
| Bob Lee et Isaac apprennent que le plus grand assassin du monde se trouve aux États-Unis. Des flashbacks à une mission en Afghanistan révèlent son identité: Solotov. Nadine vient au Texas avec des soupçons de complots.                                                               |                                                     |                |                              |                      |                                                                                           |
| 15 (2-05) | Les Colts au soleil The Man Called Noon             | Lukas Ettlin   | Jennifer Cacicio John Hlavin | 1.19                 | États-Unis : 15 août 2017 Belgique, Suisse : 16 août 2017 France: 29 octobre 2017         |
| Bob Lee travaille à reconstituer le motif de Solotov pour cibler leur unité. Nadine découvre un témoin surprise de l'événement qui a tout déclenché. La chasse de Solotov l'a caché à la vue de tous.                                                                                    |                                                     |                |                              |                      |                                                                                           |
| 16 (2-06) | La Traversée du Rio Grande Across the Rio Grande    | David Straiton | Matthew Newman               | 1.20                 | États-Unis : 22 août 2017 Belgique, Suisse : 23 août 2017 France: 29 octobre 2017         |
| Bob Lee traque l'argent de Solotov, se dressant contre un cartel mexicain. Nadine aide un journaliste à enquêter sur une tentative de camouflage impliquant l'unité de Bob Lee. Julie fait entendre sa frustration avec un pistolet.                                                     |                                                     |                |                              |                      |                                                                                           |
| 17 (2-07) | Il était une fois la Bolivie Someplace Like Bolivia | Chloe Domont   | John Hlavin                  | 1.30                 | États-Unis : 29 août 2017 Belgique, Suisse : 30 août 2017 France: 5 novembre 2017         |
| Bob Lee et Isaac doivent faire équipe pour échapper à une prison mexicaine avant que Solotov ne les trouve. Alors que Nadine creuse plus profondément dans l'organisation Atlas, certains points de dissimulation reviennent vers l'unité de Bob Lee. Julie a des problèmes avec la loi. |                                                     |                |                              |                      |                                                                                           |
| 18 (2-08) | À la vie, à la mort That'll Be the Day              | Jaime Reynoso  | Scott Gold                   | 1,196                | États-Unis : 5 septembre 2017 Belgique, Suisse : 6 septembre 2017 France: 5 novembre 2017 |
| Bob Lee tente d'attirer l'attention de Solotov, mais il se rend compte que le Tchétchène a les cartes en mains. Les flashbacks révèlent les origines de Solotov, tandis qu'Isaac est courtisé par son créateur dans le présent.                                                          |                                                     |                |                              |                      |                                                                                           |

### Troisième saison (2018)
Elle est diffusée depuis le 21 juin 2018.
| # | Titre                                             | Réalisation            | Scénario                                      | Audiences (millions) | Première diffusion                                         |
| --- | ------------------------------------------------- | ---------------------- | --------------------------------------------- | -------------------- | ---------------------------------------------------------- |
| 19 (3-01) | Chemin de traverse Backroads                      | Jaime Reynoso          | T.J. Brady Rasheed Newson                     | 0.92                 | États-Unis : 21 juin 2018 Belgique : 22 juin 2018          |
| Retenu en otage, Bob Lee se remémore son enfance traumatisante, tandis qu'Isaac et Julie tentent de le retrouver. Nadine affronte un sénateur corrompu.                                                        |                                                   |                        |                                               |                      |                                                            |
| 20 (3-02) | Chair fraîche Red Meat                            | David Straiton         | John Hlavin                                   | 0.72                 | États-Unis : 28 juin 2018 Belgique : 29 juin 2018          |
| Bien décidé à faire toute la lumière sur la mort de son père en 1988, Bob Lee commence son enquête. Harris se retrouve entraîné dans les problèmes d'Isaac et Nadine.                                          |                                                   |                        |                                               |                      |                                                            |
| 21 (3-03) | Les péchés du père Sins of the Father             | Amanda Marsalis        | Amanda Segel                                  | 0.72                 | États-Unis : 5 juillet 2018 Belgique : 6 juillet 2018      |
| Tandis que Harris et Bob Lee progressent dans l'enquête, Nadine et Isaac trouvent une personne-clé et se demandent comment ils vont être reçus.                                                                |                                                   |                        |                                               |                      |                                                            |
| 22 (3-04) | L'importance de l'armée The Importance of Service | Christoph Schrewe      | Jennifer Cacicio                              | 0.77                 | États-Unis : 12 juillet 2018 Belgique : 13 juillet 2018    |
| Bob Lee se rend chez les Poole après avoir eu vent d'une rumeur, tandis que Julie suit une nouvelle piste. Isaac et Nadine s'intéressent à une cible d'Atlas.                                                  |                                                   |                        |                                               |                      |                                                            |
| 23 (3-05) | Appel aux armes A Call to Arms                    | David Straiton         | Matt Bosack                                   | 0.70                 | États-Unis : 19 juillet 2018 Belgique : 20 juillet 2018    |
| Une visite à un vieil ami de son père ramène Bob Lee à Washington où il se coordonne avec Isaac, Nadine et Harris pour une mission dans le cadre d'une réception.                                              |                                                   |                        |                                               |                      |                                                            |
| 24 (3-06) | Sur la Ligne rouge Lines Crossed                  | Jessica Lowrey         | T.J. Brady Rasheed Newson                     | 0.67                 | États-Unis : 26 juillet 2018 Belgique : 27 juillet 2018    |
| Bob Lee et Isaac vont voir un homme qui a fait le Vietnam avec Earl, tandis qu'Isaac, Harris et Carlita se rapprochent de la vérité sur la carte magnétique. Julie demande des comptes aux Bama.               |                                                   |                        |                                               |                      |                                                            |
| 25 (3-07) | Vote ultime Swing Vote                            | Christoph Schrewe      | Scott Gold Tim Walsh                          | 0.70                 | États-Unis : 2 août 2018 Belgique : 3 août 2018            |
| Bob Lee et Isaac retrouvent un contact clé dans un hôpital psychiatrique. Memphis cherche des preuves chez Gregson. Red Jr. fait une proposition à Sam.                                                        |                                                   |                        |                                               |                      |                                                            |
| 26 (3-08) | Erreur Fatale The Red Badge                       | Chloe Domont           | John Hlavin                                   | 0.71                 | États-Unis : 9 août 2018 Belgique : 10 août 2018           |
| Bob Lee et Julie découvrent ce que Red Jr. voulait de Sam. Red Sr. fait face à une situation délicate. |                                                   |                        |                                               |                      |                                                            |
| 27 (3-09) | Mâle Alpha Alpha Dog                              | Hanelle Culpepper (en) | Amanda Segel                                  | 790 000              | États-Unis : 16 août 2018 Belgique : 17 août 2018          |
| Enragé, Bob Lee part à la poursuite de Red Bama Jr, tandis que Nadine et Isaac arrangent une rencontre avec un gradé du gouvernement lié à Atlas.                                                              |                                                   |                        |                                               |                      |                                                            |
| 28 (3-10) | Stage Commando Orientation Day                    | David Straiton         | Jennifer Cacicio et Desta Tedros Reff         | 700 000              | États-Unis : 23 août 2018 Belgique : 24 août 2018          |
| Alors que Carlita semble avoir changé d'allégeance, Nadine et Harris tentent de forcer Brooks à renoncer à son nouveau poste.                                                                                  |                                                   |                        |                                               |                      |                                                            |
| 29 (3-11) | Menace de mort Family Fire                        | Ami Canaan Mann        | Eric Anderson et Matt Bosack                  | 730 000              | États-Unis : 30 août 2018 Belgique : 31 août 2018          |
| Bob Lee sait enfin qui a tué son père et compte bien lui faire payer. Quant à Julie, Marie et Anne, elles sont contraintes de partir en voyage.                                                                |                                                   |                        |                                               |                      |                                                            |
| 30 (3-12) | Un homme providentiel Patron Saint                | Millicent Shelton (en) | David Daitch, Katie Johnson et Matthew Newman | 590 000              | États-Unis : 6 septembre 2018 Belgique : 7 septembre 2018  |
| Les forces d'Atlas se réduisent, mais leur objectif est toujours le même. L'équipe s'efforce toujours de découvrir où aura lieu l'attentat, mais Bob Lee doit aussi tenir compte du fait que Julie est à bout. |                                                   |                        |                                               |                      |                                                            |
| 31 (3-13) | Bain de sang Red Light                            | David Straiton         | John Hlavin                                   | 790 000              | États-Unis : 13 septembre 2018 Belgique : 7 septembre 2018 |
| Eli Martin est sur le point de tuer un des juges de la Cour Suprême. Bob Lee pourra-t-il l'arrêter à temps ? Et Red Bama a-t-il vraiment dit son dernier mot ?                                                 |                                                   |                        |                                               |                      |                                                            |

### Revue de presse
- Propos de Ryan Philippe recueillis par Cédric Melon, « La série Shooter, tireur d'élite avec Mark Wahlberg. Dans le rôle d'un sniper aguerri, Ryan Philippe fait mouche », Télécâble Sat Hebdo no 1400, SETC, Saint-Cloud, 27 février 2017, p. 14,  (ISSN 1630-6511)